# Sam Matekane
Samuel Ntsokoane Matekane (Thaba-Tseka, 15 de marzo de 1958) es un empresario y político de Lesoto que se desempeña como primer ministro de Lesoto desde el 28 de octubre de 2022. Es el fundador del partido político Revolución para la Prosperidad, que ganó las elecciones generales de Lesotho de 2022.

## Biografía

### Primeros años
Nació el séptimo de catorce hijos en marzo de 1958 en el pueblo de Mantšonyane, entonces parte de la Basutolandia británica.

### Vida empresarial
Es el director ejecutivo de Matekane Group of Companies (MGC), que se estableció en 1986. En 2021, ganó el premio Forbes Best of Africa 2021.
Como empresario, financió un estadio de fútbol en su pueblo natal de Mantšonyane. Durante la pandemia de Covid-19, compró equipos de prueba, vacunas y otras necesidades médicas.
Fue nombrado el ciudadano más rico de Lesoto con un valor neto de $ 10 mil millones.

## Vida política
En marzo de 2022, varios meses antes de las elecciones generales de Lesoto de 2022, Matekane fundó el partido político Revolución para la Prosperidad. Se posicionó como el "protector" de la comunidad empresarial del país y fue considerado un "extraño" durante la campaña. El partido terminó cinco escaños por debajo de la mayoría absoluta en la Asamblea Nacional, por lo que formó una coalición mayoritaria con la Alianza de Demócratas y el Movimiento por el Cambio Económico.